# José Végar
José Luis Végar Tébar es un exfutbolista español, nacido en Alicante, provincia de Alicante, que actualmente es segundo entrenador del Real Balompédica Linense, equipo de la segunda federación Española.

## Clubes[2]
| Club                 | País   | Año       |
| -------------------- | ------ | --------- |
| Benidorm CD          | España | 1995-1996 |
| Recreativo de Huelva | España | 1996-2000 |
| Albacete Balompié    | España | 2000-2002 |
| Polideportivo Ejido  | España | 2002-2003 |
| UD Salamanca         | España | 2003-2005 |
| Alicante CF          | España | 2005-2007 |
| CD Logroñés          | España | 2007-2008 |
| SD Huesca            | España | 2008-2010 |
| FC Jove Español      | España | 2010      |
| CD Eldense           | España | 2010-2014 |
| Alicante CF          | España | 2014-2015 |